# 索菲·施密特
索菲·施密特（英語：Sophie Schmidt，1988年6月28日—），加拿大女子足球运动员。她曾代表加拿大参加2008年、2012年、2016年和2020年夏季奥林匹克运动会足球比赛，获得一枚金牌和二枚铜牌。